# サラ・レオン
サラ（Sarah、1986年4月1日 - ）は、日本のファッションモデル、タレント。所属事務所はカレント。東京都品川区出身。

## 経歴
父は日本人、母は香港人である。
- 1987年4月 家族とともに香港に移住。
- 1999年1月 スカウトされ、香港の事務所starz peopleに所属。
- 1999年3月 レッスンを受けモデル活動開始。
- 2000年 雑誌の専属モデルとして活動。
- 2001年 映画やCMに出演。
- 2002年7月 両親の都合で日本に帰国しモデル活動を中止。
- 2002年9月 私立高校に転入するが全く話せないため日本語を猛勉強。
- 2004年4月 高校卒業後、青山学院女子短期大学入学。英検2級取得。
- 2006年4月 大学卒業後、母の影響でファッションに興味を持ち、文化服装学院に入学。
- 2008年4月 卒業後、アパレルメーカーで3ヶ月働き、広告代理店に1年勤務。
- 2009年8月 夢に諦められずオーディションを受け、現在の事務所カレントに所属する。

## 出演

### 映画
- 野獣学園【香港】

### CM
- HANG SANG BANK【香港】
- 陽光檸檬茶【香港】
- H2O【香港】
- サントリービタミンウォーター

### 雑誌
- mina（2008年11月20日号、主婦の友社）
- sweet オンラインショップ（宝島社）